# Topotecan
Topotecan este un medicament chimioterapic utilizat pentru tratamentul cancerului ovarian metastatic, după eșecul terapiei de primă linie, și al cancerului pulmonar cu celule mici.
Topotecan este un inhibitor al topoizomerazei I și este un derivat de camptotecină, un compus extras din planta Camptotheca acuminata.